# Mark Rosman
Mark Rosman (Los Angeles, 15 augustus 1957) is een Amerikaans filmregisseur, filmproducent, televisieregisseur en scenarioschrijver.

## Biografie
Rosman werd geboren op 15 augustus 1957 in Los Angeles als jongste van een gezin met drie kinderen. Zijn vader was een dermatoloog in Beverly Hills. Hij liep school aan de Beverly Hills High School en ging daarna naar UCLA, maar vertrok na twee jaar toen hij er niet werd toegelaten tot het filmprogramma. Rosman werd wel toegelaten tot het filmprogramma van de New York-universiteit, waar hij afstudeerde. Tijdens zijn laatste jaar aan de NYU werkte hij als vrijwillig assistent-regisseur bij Brian De Palma's Home Movies.
De carrière van Rosman begon met The House on Sorority Row (1983). Rosman werd oorspronkelijk ingehuurd om de horrorfilm Mutant uit 1984 te regisseren, maar werd al vroeg in de productie vervangen door John Cardos nadat de studio bezwaar had gemaakt tegen de manier waarop hij de film opnam. In 1985 had Rosman net de Disney Channel-film The Blue Yonder afgerond en was hij aan het werk gegaan met Spot Marks the X toen de Writers Guild in staking ging. In 1992 schreef hij het script voor de thriller Evolver. In 1994 regisseerde hij The Force en in 1997 The Invader.
In 1998 was Rosman co-scenarist en regisseur van Disney-televisiefilm Life-Size, wat leidde tot de regie van Model Behavior, een andere Disney-televisiefilm. Rosman werkte daarna aan een aantal televisieseries, maar die werden uiteindelijk allemaal stopgezet. Hij regisseerde vervolgens A Cinderella Story (2004) en The Perfect Man (2005), beide met Hilary Duff in de hoofdrol.
Rosman heeft afleveringen van diverse televisieseries geregisseerd, waaronder afleveringen van Lizzie McGuire, Even Stevens, Ghost Whisperer, The New Alfred Hitchcock Presents, State of Grace en Greek.